# 国家開発党 (タイ)
国家開発党 (พรรคชาติพัฒนา) は、タイ国に存在した政党。
1991年にクーデターで首相の座を追われた元国民党の党首チャートチャーイ・チュンハワンが政界復帰を目的として新たに建てたが、2001年にタクシン・シナワットが首相となると連立政権に参加したものの、同じ与党のタイ愛国党から人材を引き抜かれ、党は弱体化。2004年にはいったん愛国党に吸収された。その後、2007年の愛国党結社禁止と前後して復活し、新党タイ団結と統合してタイ団結国家開発党を結成した。
党の主な支持基盤はタイ東北部、なかでもナコーンラーチャシーマー県だった。